# رود موسی قلعه
رود موسی قلعه (پشتو: د موسى قلعه رود) رودی در افغانستان است. این یکی از شاخه‌های رود هلمند است و در آبیاری زمین‌های زراعی ولسوالی موسی قلعه در ولایت هلمند مشارکت زیادی دارد. این رود به طول ۹۰ کیلومتر از شمال به جنوب در جریان است.